# PR-570
A Rodovia PR-570 é uma estrada pertencente ao governo do Paraná que liga a cidade de Sulina à rodovia BR-158.

## Denominação
- Rodovia Monsenhor Raymundo, no trecho entre Sulina e a BR-158, de acordo com a Lei Estadual 12.250 de 31/07/1998.[1]

## Trechos da Rodovia
A rodovia possui uma extensão total de aproximadamente 28,3 km (sendo 15 km apenas planejados), podendo ser dividida em 2 trechos, conforme listados a seguir:
| Ponto de referência                           | Extensão do trecho | Extensão acumulada | Situação    |
| --------------------------------------------- | ------------------ | ------------------ | ----------- |
| Entroncamento BR-158                          | ---                | 0 km               | ---         |
| Sulina                                        | 13,3 km            | 13,3 km            | Pavimentado |
| Entroncamento PR-281 (território de São João) | 15,0 km            | 28,3 km            | Planejado   |

Extensão construída: 13,3 km (47,00%)
Extensão pavimentada: 13,3 km (47,00%)